# Casa del Fascio (Ferrara)
L'ex Casa del Fascio di Ferrara è un edificio monumentale risalente alla fine degli anni venti, situato a Ferrara in viale Cavour, al n. 75. Fu inaugurata il 23 febbraio 1931.

## Storia

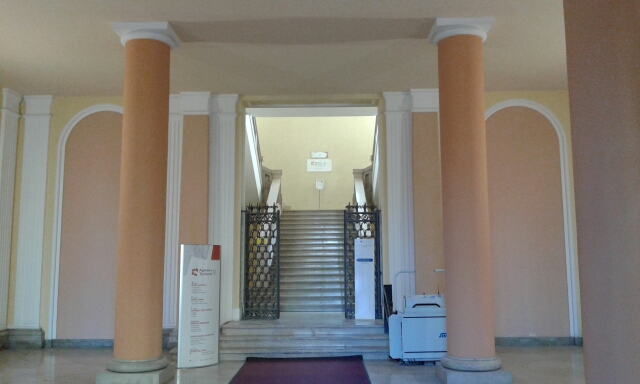
L'interno dell'ex Casa del Fascio

La prima idea di iniziare la costruzione di una nuova Casa del Fascio in viale Cavour, in sostituzione di quella preesistente in corso Giovecca n. 110 è del 1926: a tale scopo venne deciso di demolire un edificio che occupava l'area, utilizzato come caserma e prima ancora come granaio pubblico.
Il progetto iniziale fu dell'architetto Giorgio Gandini, che lo preparò nel 1928, contemporaneamente ad alcuni vicini "condomìni" e alla sede del Corriere Padano, conferendo così un assetto omogeneo all'intero quartiere.
Parte del portale seicentesco della facciata della vecchia costruzione fu trasportato nel cortile del Palazzo dei Diamanti nel 1931.
L'inaugurazione fu svolta alla presenza di Italo Balbo, Renzo Ravenna e delle più alte autorità locali.
L'opera rientrò nell'ambito della ricostruzione della città, successivamente chiamata Addizione Novecentista, e fu tra le iniziative urbanistiche che l'amministrazione comunale, guidata dal podestà Renzo Ravenna, mise in cantiere per dare un volto moderno alla città, un aiuto all'occupazione e per seguire il desiderio di Italo Balbo di riportare Ferrara agli antichi splendori estensi. In tale disegno un notevole sostegno arrivò anche dalle pagine del Corriere Padano, allora diretto da Nello Quilici.

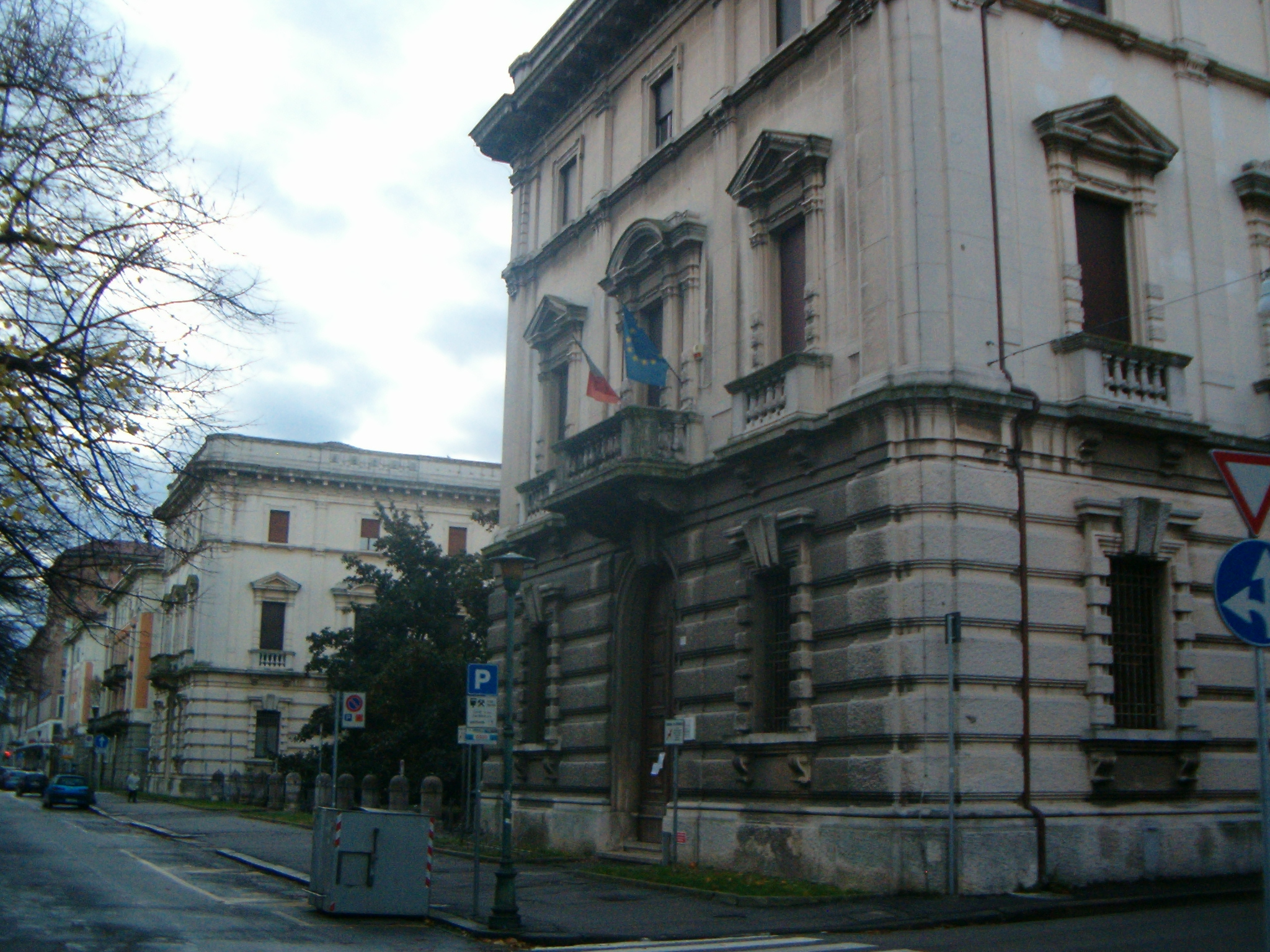
Ex Casa del Fascio. Ala attualmente sede della Scuola Secondaria di I grado "T. Tasso"

Attualmente una parte dell'edificio è sede della Scuola Secondaria di I° grado Torquato Tasso, mentre nel corpo centrale sono collocati gli uffici della Ragioneria Territoriale dello Stato di Ferrara.

## Aspetti architettonici

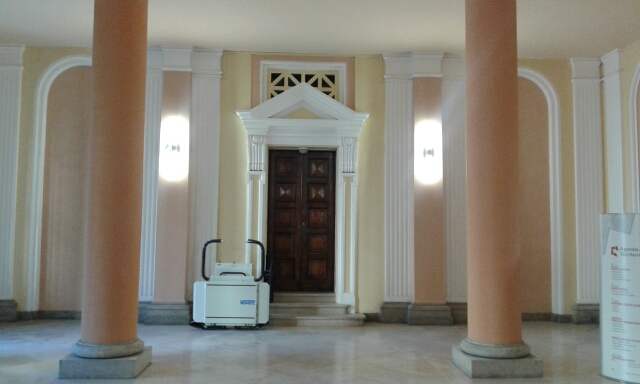
Particolare di una porta

Il palazzo venne progettato per essere grandioso, con un corpo centrale affiancato da due avancorpi. Si fece largo uso di elementi marmorei e decorativi cinquecenteschi con profusione di balconi marmorei, terrazzi, bugnati, colonne e cornicioni con anticipazioni, negli interni, della moderna architettura razionalista. con la quale Gandini si riscatta nell'ampio atrio principale, unito all'importante scala, rapportato alle dimensioni dell'intero edificio, che comprendeva oltre cento stanze. Rispose, nelle sue linee, alla volontà di rappresentanza del regime.
L'edificio originale, eseguito dopo svariate modifiche progettuali, prima dell'intervento di sopraelevazione post bellica, toccava i 17 metri di altezza.

## Decorazioni disperse
Successivamente alla seconda guerra mondiale, l'edificio venne destinato alla scuola Boldini e ad alcuni uffici statali (Dogana, Intendenza di Finanza ecc): venne perciò sopraelevato, facendo perdere sia decorazioni murali che plastiche tra cui, sulla facciata, «due vigorose figure che sorreggono il Fascio Littorio» opera dello scultore Giuseppe Virgili.
A suo interno era presente il Sacrario dei Martiri fascisti, legati all'Eccidio del Castello Estense del 20 dicembre 1920.
Tale Sacrario, sempre opera di Gandini, ospitava busti eseguiti agli inizi degli anni trenta da Giuseppe Virgili (Feliciano Bignozzi, Arturo Breveglieri, Angelo Pagnoni), Ulderico Fabbri (Paolo Accorsi, Franco Gozzi, Rino Moretti), Enzo Nenci (Luigi Barbieri, Fausto Gori, Natalino Magnani, Edmo Squarzanti, Alberto Tognoli), Antonio Alberghini (Agostino Ferioli, Napoleone Lenzi, Luigi Vaccari), Laerte Milani (Guerrino Ghisellini, Aldino Grossi) e Gaetano Galvani (Romildo Squarzoni, Ezio Varani).